# Ryōka Yuzuki
Ryōka Yuzuki (jap. 柚木 涼香 Yuzuki Ryōka; ur. 10 stycznia 1974 w Anjō) – japońska seiyū, pracuje dla 81 Produce. W 2007 znalazła się na liście nominowanych do nagrody Seiyū Awards w kategorii najlepsza osobowość radiowa.

## Filmografia

### Anime
- Air (Minagi Tohno)
- Armitage III: Poly-Matrix (Naomi Armitage)
- Bleach (Hana)
- Busō Renkin (Tokiko Tsumura)
- Cardcaptor Sakura (Nakuru Akizuki/Ruby Moon)
- Chobits (Takako Shimizu)
- Daphne in the Brilliant Blue (Claire Mitsunaga)
- Haiyore! Nyaruko-san W (Cuune)
- Jigoku shōjo (Sekimoto)
- InuYasha (Princess Tsuyu (Ep.8))
- Kill la Kill (Satsuki Kiryūin)
- Koi Kaze (Shoko Akimoto)
- Kirari (Izumi Amakawa)
- Magical Girl Lyrical Nanoha A’s (Shamal)
- Magical Girl Lyrical Nanoha StrikerS (Shamal)
- Mazinger (Gamia Q)
- Mirmo! as Mimomo
- Mobile Suit Gundam AGE (Girard Spriggan)
- My-HiME (Haruka Suzushiro)
- Mai-Otome (Haruka Armitage)
- Nurarihyon no Mago (Awashima)
- Naruto (Ino Yamanaka)
- Naruto: Shippūden (Ino Yamanaka)
- One Piece Movie: Curse of the Sacred Sword (Maya)
- Pandora Hearts (Rabbit)
- Princess Lover (Charlotte Hazellink)
- Shinrei Tantei Yakumo (Miyuki Nanase)
- Queen’s Blade (Cattleya)
- Real Bout High School (Reiha)
- łowca dusz (Oh Kijin)
- Shugo Chara! (Temari, Saeko Honna)
- Shugo Chara!! Doki- (Nana, Temari)
- Shugo Chara! Party! (Temari, Hotaru)
- Sister Princess (Marie)
- Spirit of Wonder: Scientific Boys Club (Windy)
- The World God Only Knows (Mari Katsuragi)
- To Love-Ru (Risa Momioka)
- Utawarerumono (Eruru, Mikoto)
- X-TV (Arashi Kishu)
- Toaru majutsu no Index II (Oriana Thomson)